# 蘆原
蘆原（英語：Reed bed），又稱蘆洲、葦原、蘆葦床、蘆葦叢，在河漫灘、河口灣、濕地、沼澤等積水之處，因為蘆葦等草本植物生長，所自然形成的小型草原景觀。隨著蘆葦生長，這個地區會逐漸高於水平面，成為乾地。許多鳥類與野生動物都會聚集在此，成為重要的自然棲地。
以人工方式製造的蘆原，可以用來清除污染。